# 第3屆金鐘獎
第3屆金鐘獎是1967年台灣廣播界的年度盛事之一，表揚1967年度傑出的台灣廣播藝人。
第15屆之前，金鐘獎採事前公佈得獎名單的方式，因此無「入圍名單」。

## 外部連結
- 56年金鐘獎得獎名單【廣播劇/音樂節目/綜合節目 】 （页面存档备份，存于）.文化部影視及流行音樂產業局.1967-10-10
- 56年金鐘獎得獎名單【廣告節目/ 對大陸廣播節目 】 （页面存档备份，存于） .文化部影視及流行音樂產業局.1967-10-10
- 56年金鐘獎得獎名單【播音獎/ 編導獎】 （页面存档备份，存于）.文化部影視及流行音樂產業局.1967-10-10
- 56年金鐘獎得獎名單【兒童/家庭/教學 節目】 （页面存档备份，存于）.文化部影視及流行音樂產業局.1967-10-10
- 56年金鐘獎得獎名單【社會服務/新聞評論/新聞報導節目 】 （页面存档备份，存于）.文化部影視及流行音樂產業局.1967-10-10